# Azul y Negro
Azul y Negro è un duo musicale spagnolo di musica Techno pop composto da Carlos García-Vaso e Carlos López Leal, che fondamentalmente ha svolto la propria attività artistica in due periodi: negli Anni Ottanta, ottenendo una grande popolarità, numeri uno in classifica, due dischi d'oro, tre brani della Vuelta a España (nel 1982 («Me estoy volviendo loco»), 1983 («No tengo tiempo») e 1993 («Two pa'ka») e innumerevoli brani in radio e televisione. Dal 2002 sta vivendo una fase più indipendente. Nel suo primo periodo il gruppo era formato da Carlos García-Vaso e Joaquín Montoya, entrambi di Cartagena (Spagna). Quest'ultimo abbandonò il progetto nel 1993, motivo per cui Carlos García-Vaso compose e pubblicó tre dischi a nome proprio prima di riprendere il progetto Azul y Negro in solitaria, dando inizio alla seconda fase nella quale ha pubblicato sei album. Azul y Negro è il precursore della Musica elettronica spagnola e pioniere nell'introduzione di numerose innovazioni tecnologiche e musicali. La sua musica si fonda su Sintetizzatore, Chitarre elettriche, Vocoder, Tracker e strumenti acustici, su un base preferibilmente ballabile. La voce viene trattata come uno strumento in più e a volte si robotizza grazie al vocoder (sintetizzatore vocale). Il nome del duo è puramente aneddotico e si riferisce ai colori della maglia della società italiana di calcio Inter Football Club.

## Tappe musicali importanti
Azul y Negro è stato il primo gruppo spagnolo a realizzare, nel 1983, una registrazione digitale ed è stato pioniere anche nel produrre un album in formato CD, Suspense, nel 1984. Inoltre, Azul y Negro è stato il primo gruppo spagnolo che ha registrato un CD musicale con il sistema surround DTS 5.1. Il CD si chiamava ISS ed è stato prodotto nel 2003. Questo sistema non è stato poi più esplorato fino a due anni dopo da artisti come Jean-Michel Jarre. In occasione della pubblicazione di questo lavoro, il 1 marzo 2007 la Fabrica Nacional de Moneda y Timbre ha prodotto il primo francobollo a corso legale con la copertina di un album di un artista spagnolo.

## Ultimi lavori
Nel 2008, Azul y Negro ha pubblicato un album in formato digipack che conteneva un disco in più con le tracce stereo corrispondenti alle cinque parti di Dèjà vu più il videogioco Dèjà vu invaders, e un DVD con audio surround 5.1 con immagini della sua lunga carriera dagli anni 80 fino ad oggi.Nel 2011 Carlos García-Vaso ha annunciato che il suo nuovo compagno in Azul y Negro per gli spettacoli dal vivo sarebbe stato il tastierista di studio e direttore d'orchestra Javier Losada. Tuttavia, in quell'anno non è stato fatto il tour e la collaborazione si è riflettuta solo nell'album Retrospective. L'album Crystalline World (2012) rappresenta un'evoluzione verso il Rock progressivo, in cui Carlos García-Vaso dimostra le sue doti come chitarrista.
Nel dicembre 2013, il gruppo ha iniziato un nuovo tour riprendendo i temi classici degli anni 80 insieme ai lavori della nuova fase nel tour Suspense, in commemorazione del trentesimo anniversario del primo CD spagnolo (Suspense, 1984) che si è concluso nell'aprile del 2014 e che ha visto concerti a Santander, Murcia, Guadalajara (Spagna), Valencia, Malaga, Madrid e Valladolid. In questo tour Carlos García-Vaso è stato affiancato dal tastierista Carlos López Leal, nuovo membro del gruppo. Nell'autunno del 2014 proseguono il tour Suspense in altri capoluoghi di provincia, mentre inizia la preparazione di un nuovo lavoro per presentarlo nel 2015 che vede la collaborazione di Carlos López come compositore in alcuni dei temi. Nel febbraio 2015 annunciano il lancio del disco, finanziato mediante crowdfunding o raccolta di fondi, intitolato Locations.
Nel novembre 2016, il marchio Universal Music produce la compilation "Dicromo 1981-1986" che contiene gli album della "prima fase" per la prima volta in formato CD, rimasterizzati da Juan Sueiro e con numerosi "extra" come rarità, remix, demo etc. Nel novembre 2017 viene curato dalla Vaso Music il doppio album "Doble o nada" nel quale alle composizioni di Carlos Vaso si aggiungono di nuovo quelle di Carlos López. Nel novembre 2018 curano un nuovo lavoro "La Vida Eterna" recuperando un'opera rock inizialmente composta da Carlos Vaso negli anni Settanta e lasciando questa volta da parte l'elettronica sviluppando un lavoro di rock progressivo.

## Discografia
Prima fase (anni '80)
- 1981 : La edad de los colores
- 1982 : La noche
- 1983 : Digital
- 1984 : Suspense
- 1985 : Mercado común
- 1986 : Babel
- 1988 : Es el colmo ( Singolo (musica))
- 1989 : No smoking (Singolo)
- 1993 : De vuelta al futuro
- 1996 : De vuelta al futuro II

Seconda fase (anni 2000)
- 1998 : Innovate (album di Carlos García-Vaso prodotto come Azul y Negro)
- 1999 : Simbiosis (album di Carlos García-Vaso prodotto come Azul y Negro)
- 2001 : Musical Mistery Box (album di Carlos García-Vaso prodotto come Azul y Negro)
- 2002 : Recuerda
- 2002 : Mare Nostrum
- 2003 :ISS («Incursión Sonora Surround», due versioni: stereo e DTS 5.1 surround)
- 2005 : VOX
- 2005 : El color de los éxitos
- 2007 : Makes Me Happy
- 2008 : Déjà vu
- 2010 : Vision
- 2011 : Retrospective
- 2012 : Crystalline World
- 2015 : Locations
- 2016 : Dicromo 1981-1986 (riedizione dei primi sei album della prima fase)
- 2017 : Doble o Nada[1]
- 2018 : La Vida Eterna[2]

## Brani musicali
- Vuelta a España 1982: «Me estoy volviendo loco»
- Vuelta a España 1983: «No tengo tiempo/Con los dedos de una mano»
- Vuelta ciclista a Cataluña 1984: «Funky Punky Girl»
- Vuelta ciclista a Valencia 1986: «Vuelva vd. mañana»
- Programma concorso Los sabios: «Hitchcok Makes Me Happy», «Agua de Luna» e «Herzanfall» («Infarto»)
- Programma A la caza del tesoro: «Fu-Man-Chu»
- Programma radiofonico El rincón del oyente (1985) (RNE, Radio 1): «Babel»
- Programma Costa Cálida: «Mar Menor»
- Cortinillas de deportes: «La torre de Madrid», «Catedral de sal», «No controlo nada», «El descubrimiento»
- Vuelta a España 1993: «Two pa'ka»